# Zinat Pirzadeh
Zinat Pirzadeh est une comédienne, humoriste et romancière suédoise d'origine iranienne née le 22 février 1967.

## Biographie
Elle est née à Sari, dans le nord de l'Iran. Elle quitte son pays à l'âge de vingt-trois ans pour échapper à un mariage forcé et s'établit en Suède. Son intégration y est rendue difficile par la barrière de la langue. Elle se familiarise avec le suédois en fréquentant l'église. Elle entreprend des études de psychologie, et travaille comme enseignante et conseillère en emploi. Elle s'inscrit à un stage de prise de parole en public, afin de perfectionner sa maîtrise du suédois. Le formateur remarque ses qualités de comédienne et d'humoriste. Elle est contactée par Anna-Lena Bergelin (en) qui lui permet de faire ses premiers pas sur scène,. Elle est aujourd'hui une humoriste populaire, puisqu'elle est élue comédienne de l'année 2010 en Suède,. À ses débuts, témoigne-t-elle, elle doit faire face à des réactions racistes et même des menaces. Mais, alors qu'en Iran, les humoristes ont recours à des remarques discriminatoires et sexistes pour faire rire, en Suède, elle peut librement évoquer des sujets tels que le racisme, la liberté des femmes ou le fondamentalisme islamique.
Son fils Armand Mirpour (sv) est acteur de cinéma.

## Romancière et actrice
Elle entreprend en parallèle une carrière littéraire. Elle écrit une trilogie dont les deux premiers romans sont parus. Le premier, Fjäril i koppel (« Un papillon en laisse »), publié en 2011, est traduit en polonais et norvégien. Le deuxième, Vinterfjäril (« Un papillon en hiver »), est publié en 2021. Le personnage principal, Shirin, est inspiré de sa propre biographie,.
Elle joue dans plusieurs séries télévisées dont un épisode de la série Beck en 2007 et dans les films Mind the Gap (en) et Operation Ragnarök.

## Activisme
Elle milite contre le mariage forcé et le mariage d'enfants. Son expérience dans l'enseignement lui fait découvrir que si la loi suédoise interdit le mariage avant 18 ans, en revanche, elle ferme les yeux sur les mariages conclus à l'étranger. C'est ainsi que certaines de ses élèves disparaissent à l'issue des vacances. Le terme de « mariage » appliqué à des mineures est un euphémisme : c'est en réalité de viol qu'il faut parler, lâche-t-elle. C'est pourquoi elle se bat pour une révision de la loi suédoise. Son action en faveur des droits humains a été récompensée d'un prix en Suède,,.